# 六つのサッチャー
『六つのサッチャー』（むっつのサッチャー、英: The Six Thatchers）は、BBCが2017年に放送したドラマ『SHERLOCK』のシーズン4・エピソード1（通算11話目）である。2016年1月1日に放送された『忌まわしき花嫁』以来1年ぶりの新エピソードとなった。
原案は『六つのナポレオン』"The Adventure of the Six Napoleons"（1904年）、『黄色い顔』"The Yellow Face"（1893年）である。

## あらすじ
マグヌッセン（演：ラース・ミケルセン）を殺害して東欧任務に送られるはずだったシャーロック（演：ベネディクト・カンバーバッチ）は、モリアーティ（演：アンドリュー・スコット）が流した映像のせいで呼び戻される。シャーロックは政府機関による映像編集であっさりと無罪放免になり、モリアーティへの対抗策は待つことのみとして、ベーカー街221Bでいつも通り事件を捌き続ける。一方ワトスン夫妻（演：マーティン・フリーマン、アマンダ・アビントン）には娘が生まれ、「ロザムンド・メアリー・ワトスン」と名付けられる。
シャーロック・ジョンの元には、レストレード（演：ルパート・グレイヴス）からギャップイヤーでチベットに向かったはずの青年が、自宅前の車中で死んでいた事件が持ち込まれる。駐車中に衝突されて爆発炎上した車から見つかった彼の遺体は死後1週間が経過しており、大臣の息子だったことから特別捜査の命が下っていた。シャーロックは調査に向かったウェルズバラ大臣邸で、サッチャー元首相の石膏像が壊されていたことに気付く。彼はあっさりと青年の死の謎を解き、モリアーティが晩年執着していたボルジア家の黒真珠に関係があると踏んで、サッチャー像の謎を解き始める。同じ型のサッチャー像が壊される事件は4件続き、うち1件では犠牲者も出る。胸像はいずれもジョージア・トビリシの業者から仕入れられ、6体限定で作られたものだった。シャーロックは最後の1軒で張り込みを行うが、侵入者のエイジェイ（演：サシャ・ダワン）と乱闘になり、胸像からはメアリーの過去が入ったUSBメモリが見つかる。
6年前のトビリシで、地元テロリストがイギリス大使だったウェルズバラ夫妻らを人質に大使館に立てこもる事件が発生する。メアリーは救出任務にフリーランスの特殊部隊「アグラ」（英: A.G.R.A、各自のイニシャル由来の頭字語）として参加していた。一行はテロリストたちに包囲され、メアリーは「アモ」との無線の指示に従い手榴弾を使って逃げ出す。一方同じ部隊だったエイジェイはテロリストの捕虜となり、追われる最中に駆け込んだ工房で、サッチャー像にUSBメモリを隠していた。エイジェイはひとり生き残ったメアリーを裏切り者と感じ、殺そうとまで考えていた。
メアリーはジョンを残して世界中飛び回り、自分の所業の後処理に向かうが、モロッコに到着したところで、メモリにGPSを仕込まれてシャーロックに先回りされていたことを知る。同行していたジョンは、メアリーの本名が娘と同じ「ロザムンド・メアリー」だったことを聞き出す。そこに現れたエイジェイは、獄中で「アモ」と聞いたこと、イングランド人女性が裏切って計画が失敗したことを話すが、後から来た警官に射殺されてしまう。
「アモ」からコードネームが「ラブ」（英: Love）だったレディ・スモールウッド（演：リンジー・ダンカン）が疑われるが、彼女は無実を主張する。シャーロックは自分の査問会場にいたヴィヴィアン・ノーベリー（演：マーシャ・ウォレン）こそが裏切り者だと推理し、彼女のいるロンドン水族館へ向かう。ノーベリーは口封じにシャーロックを射殺しようとするが、メアリーがこれを庇い、駆けつけたジョンの前で息を引き取る。ジョンはバスで会った乗客の女性（演：シャーン・ブルック）に色目を使われ、やりとりを続けていたことを打ち明けられないままとなり、シャーロックに「誓いを立てたはずだ」と八つ当たりする。
メアリーの死後、221Bで "MISS ME?"（会いたかった？）と書かれたディスクが見つかる。中身は自分の死を予期したメアリーによるビデオメッセージで、彼女は「ジョン・ワトスンを救え」と話すのだった。

## キャストと日本語吹替
配役・吹替声優については以下を参照した。
- シャーロック・ホームズ - 演：ベネディクト・カンバーバッチ、声：三上哲
- ジョン・ワトスン - 演：マーティン・フリーマン、声：森川智之
- ハドスン夫人 - 演：ユーナ・スタッブス、声：谷育子
- レストレード警部補 - 演：ルパート・グレイヴス、声：原康義
- ディモック警部補 - 演：ポール・チェカー（英語版）、声 - 小松史法
- ステラ・ホプキンズ警部補 - 演：エレナー・マツウラ（英語版）[8][9]
- モリー・フーパー - 演：ルイーズ・ブリーリー、声：片岡身江
- メアリー・ワトスン - 演：アマンダ・アビントン、声：石塚理恵
- マイクロフト・ホームズ - 演：マーク・ゲイティス、声：木村靖司

### ゲスト出演
- レディ・スモールウッド[注釈 6] - 演：リンジー・ダンカン、声：寺田路恵
- エラ・トンプソン（ジョンのセラピスト） - 演：ターニャ・ムーディー（英語版）[11]
- エリザベス[4] - 演：シャーン・ブルック、声：園崎未恵
- デイヴィッド・ウェルズバラ - 演：チャールズ・エドワーズ（英語版）
- エマ・ウェルズバラ - 演：アマンダ・ルート（英語版）
- チャーリー・ウェルズバラ - 演：ロブ・カレンダー[注釈 7]
- クレイグ（トビーの飼い主でハッカー） - 演：エドワード・ジャッジ[注釈 8]
- エイジェイ - 演：サシャ・ダワン[12]
- ヴィヴィアン・ノーベリー - 演：マーシャ・ウォレン（英語版）[13]
- チャールズ・オーガスタス・マグヌッセン - 演：ラース・ミケルセン（『最後の誓い』を振り返る回想シーンに登場）
- ジム・モリアーティ - 演：アンドリュー・スコット、声：村治学（『最後の誓い』を振り返る回想シーンに登場）

## スタッフ
- 脚本：マーク・ゲイティス
- 共同制作者：スティーヴン・モファット
- 監督：レイチェル・タラレイ[14]
- プロデューサー：スー・ヴァーチュー
- 音楽：デヴィッド・アーノルド / マイケル・プライス（英語版）
- 撮影監督：スチュアート・ビドルクーム[注釈 9][14]
- 美術監督：アーウェル・ウィン・ジョーンズ
- 編集：ウィリアム・オズワルド[注釈 10]
- エグゼグティブ・プロデューサー（PBS マスターピース）：レベッカ・イートン
- エグゼグティブ・プロデューサー（BBC）：ベサン・ジョーンズ
- 製作総指揮：スティーヴン・モファット / マーク・ゲイティス / ベリル・ヴァーチュー

## 原作との対比
原案は『六つのナポレオン』"The Adventure of the Six Napoleons"（1904年）である。また『黄色い顔』"The Yellow Face"（1893年）も断片的に使用されている。2016年のコミコン・インターナショナルで発表されたキーワードの内、今作では「サッチャー」と「シェリンフォード」の2つが登場する。
冒頭の査問シーンで、レディ・スモールウッドなどのコードネームが明らかにされる。「ポーロック」という名前は、『恐怖の谷』に登場する、モリアーティの手下ながらホームズと内通している人物でもある。また「ラングデール」は、『三破風館』に登場する情報屋ラングデール・パイクのファーストネームと等しい。
今作ではスコットランド・ヤードの刑事としてステラ・ホプキンズ警部補が初登場するが、彼女が追っている「ボルジアの黒真珠」は『六つのナポレオン』に登場するものである。また原作でも、ホームズが一目置くヤードの刑事としてスタンリー・ホプキンズ警部が登場している。この作品でサッチャー像を所有していた人物や、像を取り扱った商社の名前は、原典から取られている。
シャーロックとジョンが解決している事件にも原作に基づいたものがある。作中登場する「カナリア調教師」の事件は、『ブラック・ピーター』冒頭に登場する「語られざる事件」である。また、「クラゲを逮捕するわけにいかない」との台詞があるが、原作中の『ライオンのたてがみ』は、被害者の死因がクラゲ毒だったという作品である。他にも『技師の親指』（被害者の親指が持ち込まれる事件）、『赤毛連盟』（日本人女性アカコが「連盟」に所属したスパイだと偽推論を述べる事件、また刺青のくだり）、『隠居絵具師』（塗り立てのペンキ）などが要素として散りばめられている。
ロージーのお守りをしているシャーロックが言う「君は見ているが観察していない」という台詞は、元々『ボヘミアの醜聞』にあったものである。また大臣の息子がチベットに向かっていたことに関しては、「大空白時代」のホームズの行動と合致していると指摘されている。
本作にはバラ・マーケットで犬（ブラッドハウンド）に臭いを追わせるシーンがあるが、「トビー」（英: Toby）という名前の犬は原作『四つの署名』にも登場する。トビーの飼い主であるハッカーのクレイグが住むのはピンチン・レーン（英: Pinchin Lane）だが、原典でもトビーの飼い主・シャーマンはこの通りに住んでいる。
マイクロフトが冷蔵庫に貼っている出前のチラシはライゲート・スクエア（英: Reigate square）の店のものだが、原作には『ライゲートの大地主』（英: Reigate Squire）という作品がある。
メアリーが向かうノルウェーの港では "Flekkete Band"・"Løvens Manke"と書かれたボートがあるが、これはノルウェー語で『まだらの紐』・『ライオンのたてがみ』を意味するものだと指摘されている。
ホームズの大空白時代明けに当たる『空き家の冒険』で、ワトスンは「先ごろ親しいものに先立たれる不幸を味わっていた」と述べているが、これに関しては妻メアリーの死を指すというのが定説になっている。
メアリーの死後、シャーロックはハドスン夫人へ自分が思い上がっている時には「ノーベリー」と呟いてほしいと頼むが、これは原作『黄色い顔』でも登場するシーンである（但しホームズは同じ話をワトスンに頼み込む）。

## 設定・制作秘話

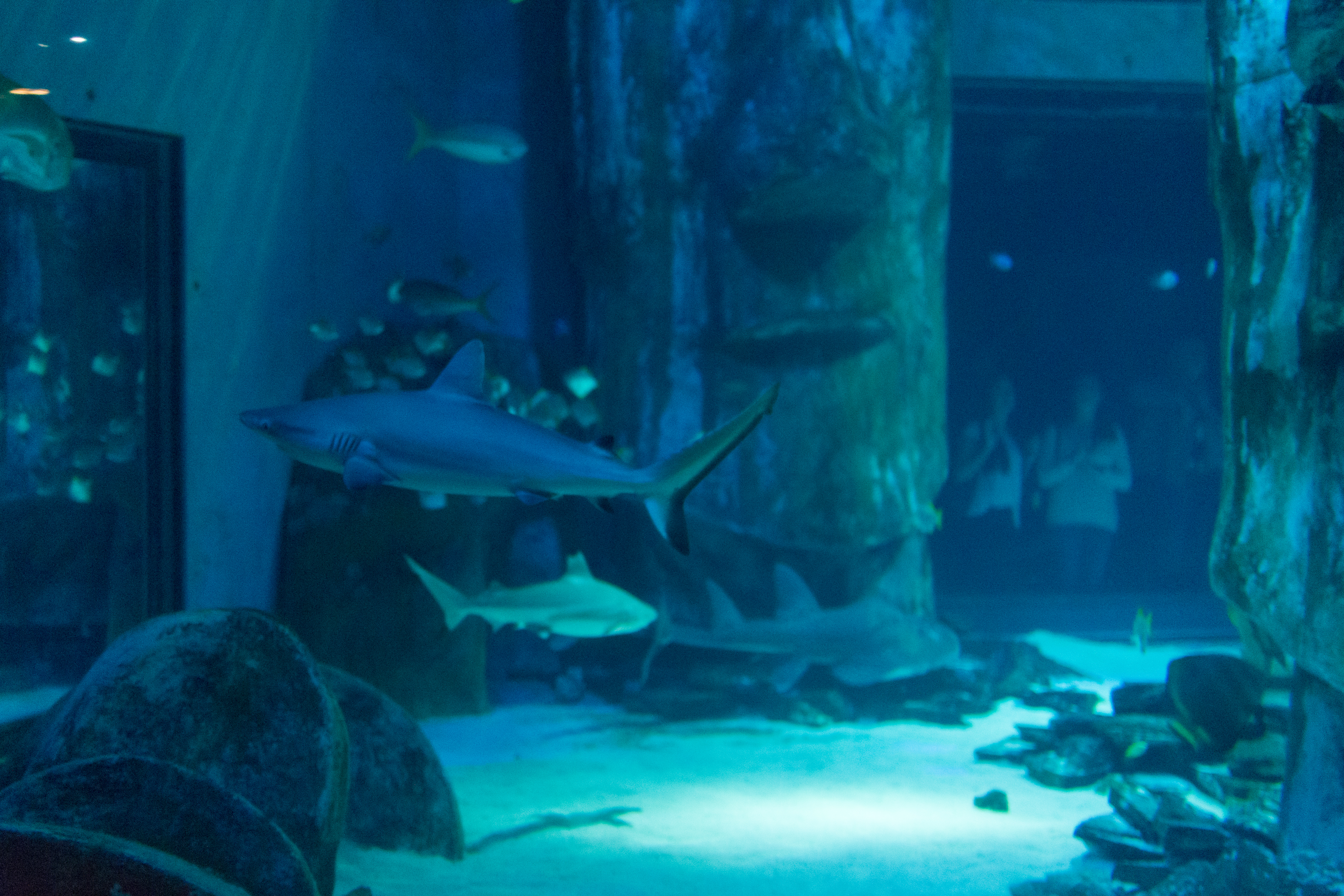
舞台となったロンドン水族館の展示

オープニング・クレジットの映像は、新シーズンの映像を使って一部作り直されている。
ジョンが書いた設定のブログには、本エピソードと同名の記事が存在するが、内容は全くの別物である。また、ジョンが「犯人は双子」説を唱える、シャーロックが「犯罪がバロック過ぎる」と呟く（前作のシャーロックが「ゴシック過ぎる」と指摘されたことに基づく）など、前話『忌まわしき花嫁』のセルフパロディも含まれている。
このエピソードの撮影はサザーク区のバラ・マーケット、ヴォクスホール橋、ロンドン水族館で行われたほか、モロッコでもロケが行われた。バラ・マーケットでは犬とのシーンが撮影されたが、この犬がキャストの思い通りに歩かず難航したことが明かされている。
シャーロックが子どもの頃恐れていた話として登場する『サマラの約束』（英: Appointment in Samarra）は、元々サマセット・モームが採話したメソポタミアの作品である。この作品はジョン・オハラの同名作品 (Appointment in Samarra) でタイトルとして使われている。
シャーロックがウェルズバラ邸でサッチャーグッズに気付いて呟く "By the pricking of my thumbs" は、シェイクスピアの『マクベス』からの引用で、アガサ・クリスティーの小説『親指のうずき』のタイトルとしても使われている。
ジョンがエリザベスと話すバス停には、第2話の黒幕であるカルヴァートン・スミス（演：トビー・ジョーンズ）の広告ポスターが貼られている。視線を向けられていたのが、娘をあやすために耳に刺した花のせいだったと気付くエピソードは、元々ゲイティスの友人に起こった実話である。
メアリーが偽名として用いる「アシュダウン」（英: Ashdown）という名字は1970年の映画『シャーロック・ホームズの冒険』でホームズが用いる偽名だが（またガブリエルという登場人物も存在する）、脚本のゲイティスはこの作品をお気に入りに挙げている。

### シーズン4制作の経緯
2014年に公式ガイドブック『シャーロック・クロニクル』が発売された段階で、脚本・制作総指揮のマーク・ゲイティスは、特別編と新シリーズの制作に取りかかっていることを明かした上で、「自信を持って言えるキーワードがひとつある。それは、"ゴースト"……」と述べている。同じ時期にプライムタイム・エミー賞授賞式に出席したスティーヴン・モファット（制作総指揮・脚本）は、シーズン4は衝撃的な展開になると発表した。
シーズン3の放送後、「1度限り」の特別編として、舞台をヴィクトリア朝に移したエピソード『忌まわしき花嫁』が制作され、2016年1月1日に英国などで放送された。放送に先立つ2015年9月にはモファットが、翌年4月頃シーズン4の撮影が始まる見込みだと明かした。同年12月には、撮影を前にしたゲイティスが、「メインキャラクターにとって人生が変わるようなシーズンになる」と述べた。放送された『忌まわしき花嫁』は、ゲイティスが述べたように、シリーズの「第10話」として2シーズンを繋ぐ内容だった。撮影はモファットの言葉通り2016年4月から始まり、4月6日にはゲイティスが撮影開始を報告する動画が公式YouTubeアカウントやTwitterへ投稿された。またロンドン各地で撮影を行う様子が目撃・報道された。
2016年7月、『SHERLOCK』の制作陣はサンディエゴで開かれたコミコン・インターナショナルに出席し、シリーズ4のキーワードが「サッチャー」「スミス」「シェリンフォード」（英: Thatcher, Smith, Sherrinford）だと発表した。シーズン前に3つのキーワードを発表するのは、シーズン2・3に引き続いてのことである。3つの人名については、マーガレット・サッチャー元首相の名前が『バスカヴィルの犬（ハウンド）』でパスワードに使われていたこと、スミスに関しては「カルヴァートン・スミス」との人物が『瀕死の探偵』に登場すること、そして「シェリンフォード」とはドイルがホームズの名前を「シャーロック」に決める前に使っていたファーストネームであることが指摘された。既に発表されていた新登場人物のトビー・ジョーンズなどが登場するティーザー予告も発表され、直後にYouTubeほかで公開された。
2016年10月26日には、英米両国で2017年1月1日に第1話が放送されると発表されたほか、同年12月10日には2本目の予告映像と全3話分のエピソード名が揃って公開された。放送に先立ち、シャーロック役のカンバーバッチは、今までのシーズンと違い伏線を回収する内容なので、全話を観ないと理解できないだろうと述べた。また脚本陣やアマンダ・アビントン（メアリー役）は、新シーズンが今までで最もダークなものになると述べ、モリー役のルイーズ・ブリーリーも、悲しいシーズンであることを認めた。
ジョンが書いた設定のブログは折に触れ更新されてきたが、シーズン4放送を前に更新停止が発表されている。
ワトスン夫妻に生まれた娘の名前（ロザムンド・メアリー・ワトスン）は、2016年12月の『デイリー・テレグラフ』紙に掲載された告知で公開された。
シーズン放送に先立ち、マーティン・フリーマン（ジョン・ワトスン役）、アマンダ・アビントン双方のインタビューが公開され、実生活のパートナー関係に終止符を打ったことが発表された。
日本では、AXNミステリー主催で第1話のみの試写会が2017年2月25日に行われた。また同年4月には、本エピソードが7月8日にNHK BSプレミアムで放送されることが発表された。新シーズン放送前に、BBC WorldwideがNetflixへ国際配給権を売却したことが報じられている。

## 評価
作品は2017年1月1日にBBC Oneで放送され、全英で810万人が視聴したが、これは前年のクリスマスに放映されたエリザベス女王のメッセージの視聴者数を上回るものだった。
『デイリー・テレグラフ』紙では5つ星中4つ星が付けられ、批評を担当したベン・ローレンスは、ドイルの描いた老いぼれで性的魅力も無いワトスン像を魅力ある人間にしたフリーマンと、シャーロックの病的に興奮した演技を見せたカンバーバッチを絶賛した。またゲイティス・モファットの脚本については、「シャーロックの帰還は[中略]ゲイティスとモファットがイギリスのテレビ界で働く最も創造的なふたりだと証明した。賢いが賢すぎず、スリル満点で感傷的に悲しい」と述べた。『デジタル・スパイ』では脚本の方向性に致命的なミスがあったとしたが、キャラクター造形と筋書きのバランスは取れており、シリーズ最高作ではないものの次へ繋がる作品ではあったとした。
一方で本エピソードには批判も多かった。IGNのダニエル・クルーパは、シャーロックがあっさり無罪放免になる流れはドラマ性を損ない、USBメモリが見つかってからの彼は凡庸に振る舞っていると指摘し、「いつものように意外な視点で何かを解明してくれたというよりも、ただ単に新しいものを見せられた、という感じだった」と述べた。また、メアリーの人物造型や、シャーロックとジョンの関係性が全く深みのないものだと切り捨てた。『Den of Geek!』では過去のエピソードほどの強いストーリーが無く、30分ごと分割されたエピソードが連なったものだったと指摘された。
『ガーディアン』紙にはシャーロックとエイジェイの格闘シーンが『007』紛いだとする酷評記事が掲載された。シリーズの脚本・制作総指揮を務めるマーク・ゲイティスは同紙に詩を掲載することでこれに応えたが、スティーヴン・モファットは原作者のアーサー・コナン・ドイルも同じことを行ったと語っている。ドイルの詩 "To An Undiscerning Critic" は、「ホームズは他の探偵をけなすべきでない」としたアメリカの作家に向け、1912年に発表された応酬文である。